# Кун Фу
Кун Фу 孔鲋 (3 в. до н. э.), прозвище Цзы Юй 子鱼 — потомок Конфуция в 9-м поколении; отец — Кун Цянь 孔謙, министр в царстве Вэй. Повествование о Кун Фу содержится в «Исторических записках» Сыма Цяня.
Кун Фу известен как первый в китайской истории представитель интеллектуальной элиты, вступивший в оппозицию к официальной власти. Как таковой, он был принят на пожизненную службу к Чэнь Шэ 陳涉 (ум. 208), предводителю восстания против династии Цинь.